# Casse-noix ou Casse-tête
 (juillet 2020).
Pour plus de détails, voir Fiche technique et Distribution.
Casse-noix ou Casse-tête (Much Ado About Nutting en anglais) est un cartoon américain Merrie Melodies de 1953 réalisé par Chuck Jones. 